# Родийтриэрбий
Родийтриэрбий — бинарное неорганическое соединение
эрбия и родия
с формулой Er3Rh,
серые кристаллы.

## Получение
- Спекание стехиометрических количеств чистых веществ:

{\displaystyle {\mathsf {3Er+Rh\ {\xrightarrow {1060^{o}C}}\ Er_{3}Rh}}}

## Физические свойства
Родийтриэрбий образует кристаллы
ромбической сингонии,
пространственная группа P nma,
параметры ячейки a = 0,7075 нм, b = 0,9335 нм, c = 0,6128 нм, Z = 4,
структура типа карбида трижелеза Fe3C
.
Соединение образуется по перитектической реакции при температуре 1060°С
.